# Drăgăşani
Drăgășani (rumænsk udtale: [drəɡəˈʃanʲ]  ( hør)) er en by i distriktet Vâlcea i Rumænien, nær den højre bred af floden Olt og på jernbanen mellem Caracal og Râmnicu Vâlcea. Byen har 15.617 (2021) indbyggere, og  er kendt for vinavl på de nærliggende bakker, der producerer nogle af de bedste valakiske vine.
Byen administrerer fire landsbyer: Capu Dealului, Valea Caselor, Zărneni og Zlătărei. Den er beliggende i den historiske region Oltenien.

## Historie
Drăgășani ligger på stedet for den Dacisk-romerske provins Rusidava. Den 19. juni 1821 under Den græske uafhængighedskrig, slog Osmannerne Filiki Eteria (en) tropper, under  Alexander Ypsilanti (1792-1828) (en)  i nærheden af byen, i Slaget ved Dragashani (en).
Her kæmpede Tudor Vladimirescu med sine Panduri, revolutionære krigere, der hovedsageligt bestod af bønder og ikke var bevæbnet med ildkraft der kunne modstå tyrkerne.